# Debbie Stabenow
Deborah Ann Stabenow (Gladwin (Michigan), 29 april 1950) is een Amerikaanse politicus. Zij is een Democratisch senator voor Michigan sinds 2001.
Bij de verkiezingen van 2000 was zij samen met Maria Cantwell, senator voor de staat Washington, de eerste vrouw die een zittend senator versloeg.

## Levensloop
Debbie Stabenow werd geboren als de dochter van Anna Merle Hallmark en Robert Lee Greer. Ze behaalde in 1972 haar Bachelor of Arts aan de Michigan State University en in 1975 een Master of Social Work cum laude. Daarna was ze werkzaam als sociaal werker en als trainingsconsultant.
Ze is tweemaal getrouwd geweest. Met haar eerste man Dennis Stabenow kreeg ze twee kinderen. In 1990 scheidde ze van hem. In 2003 is ze weer getrouwd met Tom Athans, maar in 2010 gingen ook zij uit elkaar. Dit gebeurde nadat Athans een gevangenisstraf had gekregen, omdat hij geld had betaald voor seks met een prostituee. Stabenow is lid van een Methodistenkerk.

## Politieke carrière
Vanaf 1979 tot 1990 vertegenwoordigde Stabenow de Democratische Partij is het Huis van Afgevaardigden van de staat Michigan. Van 1991 tot 1994 was zij lid van de Senaat van die staat. In 1994 deed zij een niet-succesvolle poging om gekozen te worden als gouverneur van Michigan.
In 1996 slaagde ze er wel in om te worden gekozen in het Amerikaanse Huis van Afgevaardigden. In 2000 stelde ze zich kandidaat voor de senaat en versloeg de zittende Republikeinse senator.
Daar was zij de drijvende kracht achter een wet die ouders verplicht kinderen tot vijf jaar in een kinderzitje te houden. Ook zorgde ze voor verschillende belastingkortingen, hervormingen aangaande het kleinbedrijf en wetten voor bescherming van het gezin.
Tijdens de Israëlisch-Libanese oorlog van 2006 was zij de eerste senator die wetgeving voorstond voor de vergoeding van de kosten die Amerikanen, die vast zaten in Libanon moesten, moesten maken om terug te komen naar de Verenigde Staten.
Ook stemde ze in met een wet die een verbod oplegde op het boren naar gas onder de Great Lakes. In 2006 kondigde ze samen met senator Carl Levin een akkoord aan die een einde maakte aan de dumping van huisafval van Ontario in Michigan. Dat deden de Canadezen nogal vaak.
In de Senaat steunde Stabenow veel van de wetgeving op het gebied van de gezondheidszorg die door president Barack Obama werd voorgesteld.
Alabama: Tuberville (R) · Britt (R)
Alaska: Murkowski (R) · Sullivan (R)
Arizona: Kelly (D) · Gallego (D)
Arkansas: Boozman (R) · Cotton (R)
Californië: Padilla (D) · Schiff (D)
Colorado: Bennet (D) · Hickenlooper (D)
Connecticut: Blumenthal (D) · Murphy (D)
Delaware: Coons (D) · Blunt Rochester (D)
Florida: R. Scott (R) · Moody (R)
Georgia: Ossoff (D) · Warnock (D)
Hawaï: Schatz (D) · Hirono (D)
Idaho: Crapo (R) · Risch (R)
Illinois: Durbin (D) · Duckworth (D)
Indiana: Young (R) · Banks (R)
Iowa: Grassley (R) · Ernst (R)
Kansas: Moran (R) · Marshall (R)
Kentucky: McConnell (R) · Paul (R)
Louisiana: Cassidy (R) · Kennedy (R)
Maine: Collins (R) · King (O)
Maryland: Van Hollen (D) · Alsobrooks (D)
Massachusetts: Warren (D) · Markey (D)
Michigan: Peters (D) · Slotkin (D)
Minnesota: Klobuchar (D) · Smith (D)
Mississippi: Wicker (R) · Hyde-Smith (R)
Missouri: Hawley (R) · Schmitt (R)
Montana: Daines (R) · Sheehy (R)
Nebraska: Fischer (R) · Ricketts (R)
Nevada: Cortez Masto (D) · Rosen (D)
New Hampshire: Shaheen (D) · Hassan (D)
New Jersey: Booker (D) · Kim (D)
New Mexico: Heinrich (D) · Luján (D)
New York: Schumer (D) · Gillibrand (D)
North Carolina: Tillis (R) · Budd (R)
North Dakota: Hoeven (R) · Cramer (R)
Ohio: Moreno (R) · Husted (R)
Oklahoma: Lankford (R) · Mullin (R)
Oregon: Wyden (D) · Merkley (D)
Pennsylvania: Fetterman (D) · McCormick (R)
Rhode Island: Reed (D) · Whitehouse (D)
South Carolina: Graham (R) · T. Scott (R)
South Dakota: Thune (R) · Rounds (R)
Tennessee: Blackburn (R) · Hagerty (R)
Texas: Cornyn (R) · Cruz (R)
Utah: Lee (R) · Curtis (R)
Vermont: Sanders (O) · Welch (D)
Virginia: Warner (D) · Kaine (D)
Washington: Murray (D) · Cantwell (D)
West Virginia: Moore Capito (R) · Justice (R)
Wisconsin: Johnson (R) · Baldwin (D)
Wyoming: Barrasso (R) · Lummis (R)
(D): Democraat · (R): Republikein · (O): Onafhankelijk
- International Standard Name Identifier: 0000 0003 5624 009X
- Library of Congress Control Number: no2011125502
- SNAC: w6hr4q99
- Biographical Directory of the United States Congress: S000770
- Virtual International Authority File: 181760877
- WorldCat: E39PBJrC9PMr486qfKHJDy8XBP